# 三番街シネマ
三番街シネマ（さんばんがいシネマ）は、かつて存在した日本の映画館である。所在地は大阪市北区茶屋町、TOHOシネマズが経営・運営した東宝系の映画館であった。

## 沿革
- 1975年4月26日：開館。当初は1館のみだったが、後にシネマ2がオープンし2館体制に。
- 1977年12月10日：シネマ3がオープン。
- 1991年3月：シネマ1に70mm対応の映写機を導入。
- 1997年7月：シネマ1で『もののけ姫』公開。半年間にわたるロングランで、53万人も動員した[1]。
- 2001年：座席を一新。
- 2003年7月：全席指定となる。
- 2006年10月：経営・運営が東宝株式会社からTOHOシネマズ株式会社に委譲される。
- 2007年7月：近隣のシネマコンプレックス（TOHOシネマズ運営のTOHOシネマズ梅田、ならびに東映運営の梅田ブルク7）に客足を奪われたことで閉館を発表[1]。
- 2007年9月24日：閉館。最後の上映作品は、シネマ1: 『もののけ姫』、シネマ2: 『お葬式』、シネマ3: 『サタデー・ナイト・フィーバー』だった。この閉館により、梅田方面の東宝洋画系上映館はTOHOシネマズ梅田に集約。オーエスが運営していたOS劇場・OS名画座が「TOHOシネマズ梅田アネックス・シアター9・10」となった[2][3]。
- 2008年6月13日：入居していたビルが「百又ビル」から「イースクエア茶屋町」に改名し飲食店舗ビルとしてリニューアルオープンした。1階と地下1階には百又ビル時代からあるパチンコ店「キョーイチ梅田店R」、2階にはカラオケボックス「シダックス梅田茶屋町クラブ」が入店している。

## 各館の特徴

### 三番街シネマ1
定員612人。常にヒット予想の高い洋画と邦画を上映。2階席もあった大規模の映画館。終盤期には日劇3系の作品を主に上映していた。SDDSを唯一導入していた時期もあった。

#### 代表作
『星の王子 ニューヨークへ行く』『ハバナ』『ハード・ウェイ』『紅の豚』『平成狸合戦ぽんぽこ』『耳をすませば』『もののけ姫』『ピースメーカー』『アミスタッド』『劇場版ポケットモンスター 結晶塔の帝王 ENTEI』『千と千尋の神隠し』『ブリジット・ジョーンズの日記』『ミスター・ルーキー』『猫の恩返し』『ボーン・アイデンティティー』『踊る大捜査線 THE MOVIE 2』『ハルク』『阿修羅のごとく』『ハウルの動く城』『オペラ座の怪人』『ナショナル・トレジャー』『ファンタスティック・フォー ［超能力ユニット］』『THE 有頂天ホテル』『日本沈没（2006）』『犬神家の一族（2007）』『どろろ』『ドリームガールズ』『ホリデイ』『レミーのおいしいレストラン（最終封切作品）』 ほか

### 三番街シネマ2
定員181人。規模の小ささからか、主に有楽町スバル座、シャンテ シネがメイン館の作品が多く上映されていた。

#### 代表作
『ストレンジャー・ザン・パラダイス』『パリ、テキサス』『ダウン・バイ・ロー』『グッドモーニング・バビロン!』『ベルリン・天使の詩』『おもひでぽろぽろ』『エド・ウッド』『イル・ポスティーノ』『フル・モンティ』『普通じゃない』『ウォーターボーイズ』『笑の大学』『下妻物語』『スウィングガールズ』『タッチ』『オーメン（2006）』『ラフ ROUGH』『それでもボクはやってない』『ラストキング・オブ・スコットランド』『クィーン』『TAXi④（最終封切作品）』 ほか

### 三番街シネマ3
定員368人。終盤期には有楽座系の作品を主に上映していた。

#### 代表作
『ビッグ』『クレヨンしんちゃん アクション仮面VSハイグレ魔王』『平成ガメラシリーズ』『名探偵コナンシリーズ』『タイタニック』『劇場版ポケットモンスター ミュウツーの逆襲』『ブロークダウン・パレス』『ワイルドスピード』『星になった少年』『NANA』『この胸いっぱいの愛を』『南極物語（2006）』『着信アリFinal』『ゲド戦記』『女帝 ［エンペラー］』『ラッシュアワー3（最終封切作品）』 ほか
※座席数はいずれも閉館時のもの。最末期は全スクリーンともサラウンドEXとDTSに対応していた。